# Rött (tidskrift)
Rött är en periodisk tidskrift som ges ut 4 gånger per år med en upplaga på cirka 30 000 ex. Rött ges ut av Vänsterpartiet sedan 2013. Redaktör från hösten 2019 är Agnes Stuber, tidigare Maria Carlsson. Ansvarig utgivare Aron Etzler. Rött trycks på Billes tryckeri AB.
Föregångare  var VPK-Information 1972–1990, Nytt från Vänsterpartiet 1990 och Vänsterpress 1991–2012.